# Breynia diversifolia
Breynia diversifolia là một loài thực vật có hoa trong họ Diệp hạ châu. Loài này được Beille mô tả khoa học đầu tiên năm 1927.